# Emil Spånberg
Carl Emil Bernhard Spånberg, född 22 april 1852 i Barnarps församling, Jönköpings län, död 30 augusti 1931 i Sandseryds församling, Jönköpings län, var en svensk bruksägare och politiker. Han var bror till riksdagsmannen Wilhelm Spånberg.
Emil Spånberg var son till smeden, senare godsägaren Sven Johan Spånberg. Tillsammans med sin bror Wilhelm anlade han 1877 Norrahammars bruk utanför Jönköping samt en trämassefabrik i Spånhult. Han var disponent för Norrahammars bruk fram till 1919.
Spånberg var riksdagsledamot i första kammaren för Jönköpings läns valkrets 1909–1911.